# هانس أولسون
هانس أولسون (بالإنجليزية: Hans Olson) هو مغن مؤلف أمريكي، ولد في 3 يوليو 1952.

## وصلات خارجية
- هانس أولسون على موقع IMDb (الإنجليزية)
- هانس أولسون على موقع ميوزك برينز (الإنجليزية)
- هانس أولسون على موقع ديسكوغز (الإنجليزية)